# Rosanna
Rosanna är ett vattendrag i Österrike. Det ligger i förbundslandet Tyrolen, i den västra delen av landet, 500 km väster om huvudstaden Wien.
Trakten runt Rosanna består i huvudsak av gräsmarker. Runt Rosanna är det ganska glesbefolkat, med 27 invånare per kvadratkilometer.